# Acquasanta Terme
Acquasanta Terme (tiếng Latinh: Ad Aquas) là một đô thị tại tỉnh Ascoli Piceno ở vùng Marche, Ý.
Thị trấn cách thành phố Ancona khoảng 90 km (56 dặm) về phía nam và cách Ascoli Piceno khoảng 15 km (9 dặm). Sân bay này nằm trong Vườn Quốc gia Gran Sasso e Monti della Laga.

## Các điểm tham quan chính
- Lâu đài thời trung cổ Castel di Luco (thế kỷ 14), được đặc trưng bởi một kế hoạch elliptical bất thường.
- Ponte di Quintodecimo và Ponte Romano, các cây cầu La mã băng qua đó là một phần của Via Salaria.